# 2-й Россошинский
2-й Россошинский — хутор в Зерноградском районе Ростовской области России.
Входит в состав Россошинского сельского поселения.

## Население
| 2010 |
| ---- |
| 203  |

## Улицы
На хуторе имеется одна улица: Мира.